# Hinter all diesen Fenstern
Hinter all diesen Fenstern ist das dritte Studioalbum der Hamburger Indie-Rock-Band Tomte. Es ist der Nachfolger des Albums Eine sonnige Nacht und erschien im April 2003 beim Label Grand Hotel van Cleef. Das Album bescherte der Band erstmals größere Aufmerksamkeit in der Öffentlichkeit.

## Rezensionen
In den Rezensionen wurde das Album überwiegend positiv bewertet.
So bezeichnete Jan Wigger auf Spiegel Online das Album als die „bisher tollste und bestimmteste deutschsprachige LP“. Auf den Seiten der Intro hieß es: „Tomte ist mit Hinter All Diesen Fenstern, dem Album, auf das wir viel zu lange warten mussten, eine Offenbarung gelungen.“ Und weiter: „Nie klang Arbeiter-Prosa umwerfender, nie wurde eine so tiefe Sehnsucht nach Liebe und Nähe angenehmer formuliert als mit der Uhlmann'schen Bierromantik.“
Insbesondere die musikalische und textliche Weiterentwicklung im Vergleich zum Vorgängeralbum wurde gelobt. Auf laut.de war zu lesen: „[Tomte] beschäftigt sich ausgiebig mit dem Prozess des Älterwerdens [...] und kümmert sich nun auch darum, dass die Saiten richtig gestimmt sind.“ Tonspion urteilte: „Einmal mehr schönstes Liedgut, einmal mehr die großartigen Texte“.
Udo Bölz schrieb auf indigo.de: „Das Album ist Hit an Hit an Hit.“ Und: „Noch nie war eine Band so nahe dran an dem, was weh tut. An dem, was einen Nachts nicht schlafen lässt.“
Kritisiert wurde der Gesang von Thees Uhlmann. So vergleicht Armin Linder von plattentests.de Uhlmanns Stimme an einer Stelle des Albums mit dem „[Gejaule eines] angeschossenen Straßenköters“ und empfindet die Texte „nahe an der Schmerzgrenze“, vergibt aber dennoch 8 von 10 Punkten für das Album. In einer späteren Rezension zum Nachfolgealbum Buchstaben über der Stadt bezeichnet er die Bewertung als einen „der wenigen unrühmlichen Fälle, wo wir uns später geärgert haben, dem Album auf Plattentests.de die Höchstwertung verweigert zu haben.“

## Chartplatzierungen
Mit Platz 50 in den deutschen Albumcharts gelingt mit Hinter all diesen Fenstern der erste Charteinstieg.
In den Lesercharts des Jahres 2003 in der Spex ist Hinter all diesen Fenstern auf Platz 1 der Albumcharts, die Kritiker setzen es auf den fünften Rang. Für die Kritiker des Musikexpress ist das Album das sechstbeste des Jahres, für die Leser sogar das zweitbeste. Auch in den Leser- und Kritikercharts der Zeitschriften Intro, Rolling Stone und Visions erreichen Tomte Platzierungen in den Top Ten.
Das Video zur Single Schreit den Namen meiner Mutter rotiert regelmäßig auf den einschlägigen Musiksendern und der Song war die viert- bzw. sechstbeliebteste Single des Jahres in der Intro und der Spex. Philipp Schiedel von laut.de bezeichnete den Song als „einen der besten drei Songs [Uhlmanns]“ und resümierte: „Ein Track, der alles beinhaltet, was deutschen Indie-Rock ausmacht: die Melancholie im Headbangen und den Spaß trotz beschissener Welt.“
Auch die Songs Die Bastarde, die dich jetzt nach Hause bringen und Die Schönheit der Chance waren in den Top 50 diverser Musikmagazine zu finden. Die Schlusszeilen des letzteren Songs, die u. a. lauten: „Das ist nicht die Sonne, die untergeht, sondern die Erde, die sich dreht“ sind eine Abwandlung eines Zitates der Band Flaming Lips.
In der Rangliste der 25 besten deutschsprachigen Pop-Alben des Musikexpress aus dem Jahr 2003 gelangt Hinter all diesen Fenstern auf Platz 23. Die Visions kürt 2005 die 150 Platten für die Ewigkeit und setzt das Album auf Rang 64.

## Trackliste
1. Für immer die Menschen, 04:20
2. Schreit den Namen meiner Mutter, 04:19
3. Die Bastarde, die dich jetzt nach Hause bringen, 05:01
4. Du bist den ganzen Weg gerannt, 04:15
5. Endlich einmal, 05:12
6. Neulich als ich dachte, 04:57
7. Von Gott verbrüht, 05:17
8. Insecuritate, 04:29
9. Das war ich, 03:23
10. Die Schönheit der Chance, 04:47

## Singleauskopplungen
- Schreit den Namen meiner Mutter

1. Schreit den Namen meiner Mutter (Radio Edit)
2. Schreit den Namen meiner Mutter (Akustik)
3. Wilhelm, das war nichts (Akustik)
4. Schreit den Namen meiner Mutter (Album Version)

- Die Bastarde, die dich jetzt nach Hause bringen

1. Die Bastarde, die dich jetzt nach Hause bringen (Radio Edit)
2. Eine sonnige Nacht
3. Pflügen
4. Die Bastarde, die dich jetzt nach Hause bringen (Album Edit)

Die Songs Wilhelm, das war nichts (Anspielung auf den Smiths-Song William, It Was Really Nothing) und Eine sonnige Nacht sind im Original auf dem Album Eine sonnige Nacht zu finden. Der Titel Pflügen stammt vom Album Du weißt, was ich meine.

## Weitere Mitwirkende
- Jan Elbeshausen: Backgroundgesang
- Torsten Maaß: Trompete